# Ficus menabeensis
Ficus menabeensis är en mullbärsväxtart som beskrevs av Joseph Marie Henry Alfred Perrier de la Bâthie. Ficus menabeensis ingår i släktet fikonsläktet, och familjen mullbärsväxter. Inga underarter finns listade i Catalogue of Life.